# Dieter Kemper
Pour les articles homonymes, voir Kemper.

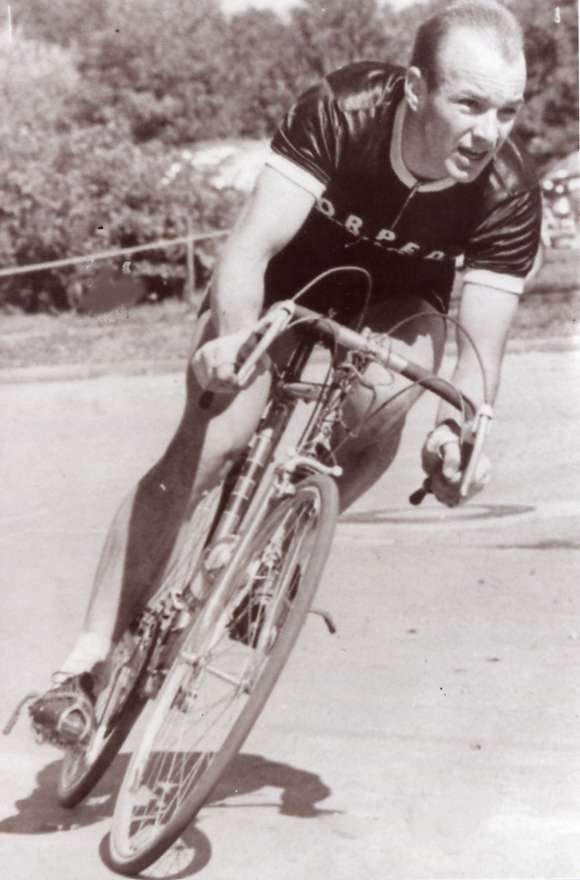
Dieter Kemper portant le maillot de l'équipe Torpedo au début des années 1960.

Dieter Kemper (né le 11 août 1937 à Dortmund et mort le 11 octobre 2018) est un coureur cycliste allemand. Spécialiste de la piste, il a notamment été champion du monde de demi-fond et a remporté 26 courses de six jours.

## Palmarès sur piste

### Championnats du monde
- Saint-Sébastien 1965
  -  Médaillé de bronze de la poursuite
- Francfort 1966
  -  Médaillé de bronze de la poursuite
- Marseille 1972
  -  Médaillé de bronze du demi-fond
- Rocourt 1975
  -  Champion du monde de demi-fond

### Six jours
- 1964 : Münster (avec Horst Oldenburg)
- 1965 : Berlin, Francfort (avec Rudi Altig)
- 1966 : Brême, Cologne (avec Rudi Altig), Münster (avec Horst Oldenburg)
- 1967 : Berlin, Dortmund, Melbourne (avec Horst Oldenburg)
- 1968 : Melbourne (avec Leandro Faggin)
- 1969 : Berlin, Zurich (avec Klaus Bugdahl), Cologne, Milan (avec Horst Oldenburg)
- 1970 : Milan (avec Norbert Seeuws)
- 1971 : Dortmund, Groningue, Münster (avec Klaus Bugdahl), Zurich (avec Klaus Bugdahl, Louis Pfenninger)
- 1972 : Groningue (avec Klaus Bugdahl)
- 1973 : Brême (avec Graeme Gilmore)
- 1974 : Castelgomberto (avec Marino Basso), Cologne (avec Graeme Gilmore)
- 1975 : Dortmund (avec Graeme Gilmore)
- 1976 : Cologne (avec Wilfried Peffgen), Copenhague (avec Graeme Gilmore)

### Championnats d'Europe
- 1965
  -  Médaillé de bronze de l'américaine
- 1966
  -  Champion d'Europe de demi-fond
- 1968
  -  Champion d'Europe de l'américaine (avec Horst Oldenburg)
  -  Champion d'Europe de demi-fond
  -  Médaillé d'argent de l'américaine
- 1969
  -  Médaillé de bronze de l'américaine
- 1971
  -  Champion d'Europe de l'américaine (avec Klaus Bugdahl)
  -  Champion d'Europe de demi-fond
- 1972
  -  Champion d'Europe de demi-fond
- 1973
  -  Champion d'Europe de demi-fond
- 1974
  -  Champion d'Europe de demi-fond
  -  Médaillé d'argent de l'américaine
- 1975
  -  Médaillé d'argent du demi-fond
- 1976
  -  Médaillé d'argent du derny
- 1977
  -  Médaillé d'argent du derny

### Championnats nationaux
- Champion d'Allemagne de poursuite en 1963, 1964, 1965 et 1966
- Champion d'Allemagne de demi-fond en 1975 et 1976

## Palmarès sur route
- 1962
  - 6e étape du Tour d'Allemagne
  - 7e étape du Tour de Suisse
- 1963
  - 2e étape du Tour de l'Oise (contre-la-montre par équipes)
  - 3e du Tour des Quatre Cantons
- 1964
  - 1re étape des Quatre Jours de Dunkerque
- 1965
  - 2e du Grand Prix du canton d'Argovie
- 1966
  - 3e du Grand Prix du canton d'Argovie
- 1971
  - 3e du championnat d'Allemagne sur route

### Résultat sur le Tour de France
1 participation
- 1961 : hors-délais (6e étape)